# Wybory parlamentarne w Kirgistanie w 2005 roku
Pierwsza tura wyborów parlamentarnych w Kirgistanie odbyła się zgodnie z konstytucją w niedzielę, 27 lutego 2005 r. 
Wybory miały wyłonić 75 osób do kirgiskiego parlamentu (zwanego Żogorku Kenesz) spośród ponad 400, którzy wystartowali. Centralna komisja wyborcza za prawomocny uznała wybór jedynie 31 osób, w tym m.in. syn prezydenta Kirgistanu, Askara Akajewa, Ajdara.
Druga tura wyborów, mająca wyłonić pozostałych parlamentarzysów, odbyła się w niedzielę, 13 marca 2005 r. W wyborach nie wystartowała część liderów kirgiskiej opozycji, m.in. Kurmanbek Bakijew, ponieważ centralna komisja wyborcza usunęła ich z list pod rozmaitymi pretekstami. W rezultacie z list wyborczych ugrupowań opozycyjnych do nowego parlamentu dostało się zaledwie 5-6 osób. Posłanką została natomiast córka prezydenta, Bermet Akajewa.
Komentatorzy zwracali uwagę, iż dla prezydenta Kirgistanu, Askara Akajewa, wybory parlamentarne mogły być wstępem do przewidzianych na październik 2005 wyborów prezydenckich. Zgodnie z konstytucją Akajew, rządzący krajem od 1990 r. przez trzy kadencje, nie mógł już więcej ubiegać się o ten urząd. Opozycja przewidywała więc, iż nowy parlament pod naciskiem prezydenta, zmieni konstytucję, otwierając Akajewowi drogę do ponownego mandatu. Przewidywano również, iż Akajew zamiast kandydować osobiście, może posłużyć się wybiegiem i wyznaczyć na następcę kogoś z rodziny. Pod uwagę brana był m.in. jego córka, Bermet Akajewa.
Obserwatorzy OBWE zwracali uwagę na liczne nieprawidłowości  w obydwu turach wyborów. Istniały doniesienia m.in. o przekupywaniu wyborców, utrudnianiu rejestracji dla kandydatów opozycji, krytykowano również stronniczość mediów.
Po wyborach doszło do przewrotu nazwanego tulipanową rewolucją.